# Antonov An-28
El Antonov An-28 (en ruso: Ан-28, designación OTAN: Cash) es un bimotor turbohélice ligero con características STOL de ala alta fabricado por la oficina de diseño soviética Antonov entre 1975 y 1993, basándose en el Antonov An-14, pero con el fuselaje aumentado y motores turbohélice. El modelo apareció como resultado de una competición frente al Beriev Be-30 para suministrar un avión de estas características a la compañía Aeroflot. Realizó su primer vuelo en septiembre de 1969, construyéndose un total de 191 ejemplares.
En 1978 la compañía polaca PZL-Mielec obtuvo la licencia de fabricación del modelo, fabricando una variante que recibió la denominación PZL M28. Además, el An-28 sirvió como base para el desarrollo del Antonov An-38, avión que cuenta con un mayor tamaño y mejores características, pero que no tuvo éxito comercial.

## Diseño y desarrollo

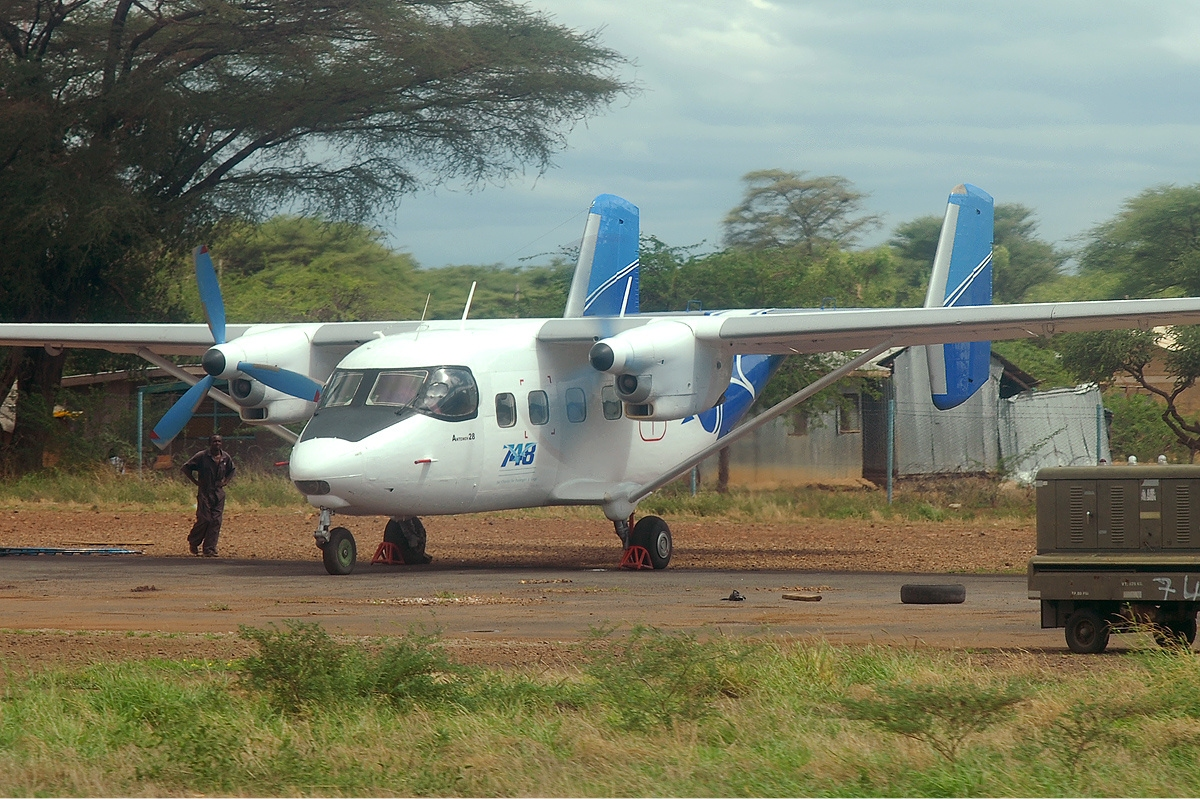
Antonov An-28.

El Antonov An-28 es un avión similar en muchos aspectos a su predecesor el Antonov An-14, incluyendo su estructura de cola compuesta por dos timones, pero dispone de un fuselaje ampliado y de motores turbohélice en lugar de motores de explosión. El primer An-28 realizó su primer vuelo siendo una modificación del An-14 en septiembre de 1969 bajo la denominación An-14M, y teniendo que esperar hasta abril de 1975 para que lo hiciera el primer modelo de preproducción.
En la configuración de transporte de pasajeros, el An-28 puede albergar hasta 15 pasajeros, además de una tripulación de 2 personas. La licencia de fabricación del modelo fue adquirida en 1978 la compañía polaca PZL-Mielec, volando el primer modelo fabricado en este país en 1984.

## Versiones
An-14A
Designación original para la versión ampliada y turbohélice del Antonov An-14.
An-14M
Designación del primer prototipo.
An-28
Primera versión de producción. Tres unidades construidas.
An-28RM Bryza 1RM
Versión de búsqueda y rescate o ambulancia aérea.
An-28TD Bryza 1TD
Versión de transporte.
An-28PT
Variante equipada con motores Pratt & Whitney Canada PT6A-65B, que realizó su primer vuelo el 22 de julio de 1993.

## Operadores

### Militares
Angola
- Fuerza Aérea Angolana: 2 An-28.

 Yibuti
- Fuerza Aérea de Yibuti: un An-28.

 Perú
- Ejército del Perú: 2 An-28.

 Polonia
- Fuerza Aérea Polaca: 12 de la variante PZL M28.

 Georgia
- Fuerza Aérea Georgiana

 Venezuela
- Fuerza Aérea de Venezuela: 12 Unidades de la variante PZL-M28.[cita requerida]

## Especificaciones (An-28)
Referencia datos: Airliners-net

### Características generales
- Tripulación: 1-2
- Capacidad: 18 pasajeros
- Longitud: 13 m (42,6 ft)
- Envergadura: 22 m (72,2 ft)
- Altura: 4,6 m (15,1 ft)
- Superficie alar: 39,7 m² (427,3 ft²)
- Peso vacío: 3900 kg (8595,6 lb)
- Peso cargado: 5800 kg (12 783,2 lb)
- Peso máximo al despegue: 6100 kg (13 444,4 lb)
- Planta motriz: 2× turbohélice Glushenkov TVD-10 o Pratt & Whitney Canada PT6A-65B.
  - Potencia: 720 kW (993 HP; 979 CV) cada uno.

### Rendimiento
- Velocidad máxima operativa (Vno): 355 km/h (221 MPH; 192 kt)
- Alcance: 510 km (275 nmi; 317 mi)
- Régimen de ascenso: 12 m/s (2362 ft/min)
- Carga alar: 146 kg/m² (29,9 lb/ft²)
- Potencia/peso: 250 W/kg 0,15 hp/lb

## Accidentes e incidentes
- Vuelo 251 de Petropavlovsk-Kamchatsky Air Enterprise, el 12 de septiembre de 2012, se estrelló a 10 kilómetros del Aeropuerto de Palana, murieron 10 personas y hubo 4 supervivientes.

### Desarrollos relacionados
- Antonov An-14
- Antonov An-38
- PZL M28

### Aeronaves similares
- Dornier Do 228
- Embraer EMB 110 Bandeirante
- De Havilland Canada DHC-6 Twin Otter
- Let L-410 Turbolet
- Harbin Y-12
- CASA C-212 Aviocar
- Beechcraft 1900
- IAI Arava
- PZL M28
- Handley Page Jetstream
- Short SC.7 Skyvan
- Britten-Norman Trislander

### Listas relacionadas
- Anexo:Aviones de línea regionales